# Бостон (Линкольншир)
 Бо́стон (англ. Boston) — город в церемониальном графстве Линкольншир, административный центр района Бостон
Переселенцы из города основали город в Новой Англии и назвали его в честь своего родного города — Бостон.

## География
Город расположен в восточной части страны на берегу  реки Уитем, которая течёт через административный центр графства Линкольншир — город Линкольн в 9 км от впадения её в Северное море. 

## Экономика
В своё время сельское хозяйство овец и торговля шерстью принесли огромные деньги Линкольнширу, а Бостон был крупнейшим торговым центром шерсти.

## Спорт
В городе базируется футбольный клуб Бостон Юнайтед, играющий в Национальной лиге (Север).